# Libnotes (Paralibnotes) brunettii
Libnotes (Paralibnotes) brunettii is een tweevleugelige uit de familie steltmuggen (Limoniidae). De soort komt voor in het Oriëntaals gebied.